# Vincenzo Galeotti
Vincenzo Tomazelli, connu sous le nom de Vincenzo Galeotti  (né le 5 mars 1733  à Florence et mort à Copenhague le 16 décembre 1816) est un danseur, chorégraphe et maître de ballet italien de la seconde moitié du XVIIIe et du début du XIXe siècle.

## Biographie
Élève de Gasparo Angiolini et de Jean-Georges Noverre, Vincenzo Galeotti danse à Milan, Turin et Venise (1765-1769), où il chorégraphie ses premières œuvres, puis à Londres (1769-1770) et revient à Venise (1770-1775).
Appelé à Copenhague pour prendre la direction du Ballet royal danois, il commence à le réorganiser dès son arrivée en 1775 et y passera le reste de sa vie.
Introducteur du ballet d'action au Danemark, il créera plus de cinquante œuvres, dont le premier ballet sur un sujet de la mythologie nordique (Lagertha en 1801), et les premières chorégraphies inspirées de William Shakespeare (Roméo et Juliette en 1811 et Macbeth en 1816).
À sa mort, c'est Antoine Bournonville qui lui succédera à la tête du ballet.